# Русская рада
Русская Рада (Русская Рада во Львове) — общественно-политическая организация, основанная в 1870 году во Львове, ставившая перед собой цель продолжить деятельность Главной русской рады.
Народники долгое время безуспешно пытались договориться с Русской Радой относительно совместных действий, но из этого ничего не вышло, и поэтому они основали в 1885 своё политическое общество — Народную Раду.
В 1900 году Русская Рада основала Русскую народную партию.
Русская Рада действовала до 1914, её печатными органами были газеты «Русская Рада» (1871—1912) и «Галицкая Русь» (1891—1892).